# David Bar Rav Haj
David Bar Rav Haj (hebrejsky: דוד בר-רב-האי, rodným jménem, David Borovoj, דוד בורובוי, žil 11. července 1894 – 15. července 1977) byl izraelský politik a poslanec Knesetu za stranu Mapaj.

## Biografie
Narodil se ve městě Nižin v tehdejší Ruské říši (dnes Ukrajina). Absolvoval židovskou základní školu, navštěvoval gymnázium v Oděse a vyšší technickou školu v Německu (v Německu žil v letech 1911–1918). Po návratu do Ruska byl roku 1922 zatčen a odsouzen na dva roky vězení. Po 15 měsících byl vyhoštěn ze země. V roce 1924 přesídlil do dnešního Izraele, kde studoval právo a získal osvědčení pro výkon profese právníka.

## Politická dráha
V mládí byl aktivní v sionistických studentských organizacích v Oděse. Po roce 1918 se v Rusku zapojil do hnutí Mladý Sión, byl tajemníkem židovské obce v Oděse až do jejího zrušení ze strany sovětských úřadů v roce 1920. Pak působil v ilegálních sionistických organizacích. Po přestěhování do dnešního Izraele byl členem zaměstnanecké rady v Tel Avivu a Haifě. V letech 1932–1948 byl členem Židovské národní rady, později Prozatímní státní rady. Během arabského povstání v Palestině v letech 1936–1938 byl členem nouzového výboru v Haifě.
V izraelském parlamentu zasedl poprvé už po volbách v roce 1949, ve kterých byl kandidátem strany Mapaj. Předsedal parlamentnímu výboru pro změnu procedurálních pravidel. Byl členem výboru mandátního, výboru House Committee a výboru pro ústavu, právo a spravedlnost. Mandát obhájil za Mapaj ve volbách v roce 1951. Usedl jako předseda do parlamentního podvýboru pro změnu procedurálních pravidel. Předsedal výboru House Committee. Byl členem výboru překladatelského, výboru pro ústavu, právo a spravedlnost a výboru pro jmenování soudců. Zvolení se dočkal na kandidátce Mapaj i po volbách v roce 1955. Mandát ale získal až dodatečně, v říjnu 1956, jako náhradník. Byl členem do parlamentního výboru pro ústavu, právo a spravedlnost a výboru pro záležitosti vnitra. Za Mapaj uspěl také ve volbách v roce 1959. Byl opět členem výboru pro ústavu, právo a spravedlnost a výboru pro záležitosti vnitra. V parlamentu se objevil i po volbách v roce 1961, kdy kandidoval opět za Mapaj a kdy znovu usedl do výboru pro ústavu, právo a spravedlnost a výboru pro záležitosti vnitra. Ve volbách v roce 1965 mandát neobhájil.